# Гуру Рам Дас
Гуру Рам Дас (в.-пандж. ਗੁਰੂ ਰਾਮਦਾਸ; 24 сентября 1534, Лахор, Империя Великих Моголов — 1 сентября 1581, Гоиндвал, Империя Великих Моголов) — четвёртый гуру сикхов. Стал Гуру в 1574 году. В тот момент традиции сикхизма было 75 лет. 
Рам Дас родился в  семье индуистов, но рано пришёл к гуру Амар Дасу, став его лучшим учеником и преемником. Рам Дас был прекрасным знатоком и толкователем сочинений своих предшественников; ему приписываются 679 гимнов, включённых в священную книгу сикхов «Ади Грантх». Рам Дас вошёл в сикхскую историю как создатель священного города Амритсара. В 1577 году он купил участок земли и заложил город Рам Дас Пур (нынешнее название Амритсар). В этом городе был при Рам Дасе вырыт священный пруд Амритсар («Океан амриты») — отсюда название выросшего здесь большого города. Считается также, что именно Рам Дас стал назначать (утверждать)  выборных глав -  масандов в сикхские общины.

## Наследие
- Гуру Рам Дас стал Автором Лаавы, гимнов брачных обрядов, которые представляют собой четыре Шабада (священные гимны) Ананд Карадж (сикхская свадебная церемония). Они составляют центральную часть церемонии бракосочетания.

- Гуру Рам Дас спроектировал Золотой Храм. Шри Хармандир Сахиб Джи («Обитель Бога»), также известный как Шри Дарбар Сахиб Джи и неофициально называемый Золотым храмом, представляет собой гурдвару, расположенную в городе Амритсар, Пенджаб, Индия. Это одно из самых почитаемых духовных мест сикхизма.

- Гуру Рам Дас спланировал и создал поселок Рамдаспур (позже Амритсар). Теперь это название района и священного города сикхов, расположенного в северном индийском штате Пенджаб, в котором расположен комплекс Харимандир-Сахиб. В настоящее время это главный священный город сикхов и штаб-квартира округа (Амритсар) в Пенджабе.

- Гуру Рам Дас разрабатал организационную структуру сикхского общества.[4]

## Источник
- Словарь: Индуизм, Джайнизм, Сикхизм

[[Категория:]]